# National Road 67
La National Road 67 (N67) è una strada irlandese nazionale di livello secondario che collega Galway a Tarbert nella contea di Kerry nel centro-ovest della Repubblica d'Irlanda.
La N67 costeggia l'Atlantico per tutto il suo percorso ad eccezione dei tratti tra Ballyvaughan e Lahinch e tra Kilkee e Kilrush. Rappresenta l'alternativa più rapida per avvicinarsi alle Cliffs of Moher partendo da Galway, per raggiungere le scogliere è poi necessario prendere la R478 all'altezza di Lisdoonvarna.
La strada è percorsa da diverse linee di bus della Bus Éireann: il tratto tra Galway ed Ennistymon è coperto dalla linea 350 (che esegue una deviazione solo nei pressi di Doolin per raggiungere le Cliffs of Moher). Il tratto tra Ennistymon e Kilkee è coperto dalla linea 333 mentre quello tra Kilkee e Kilrush è percorso dalla linea 336.